# Heygendorff (Adelsgeschlecht)

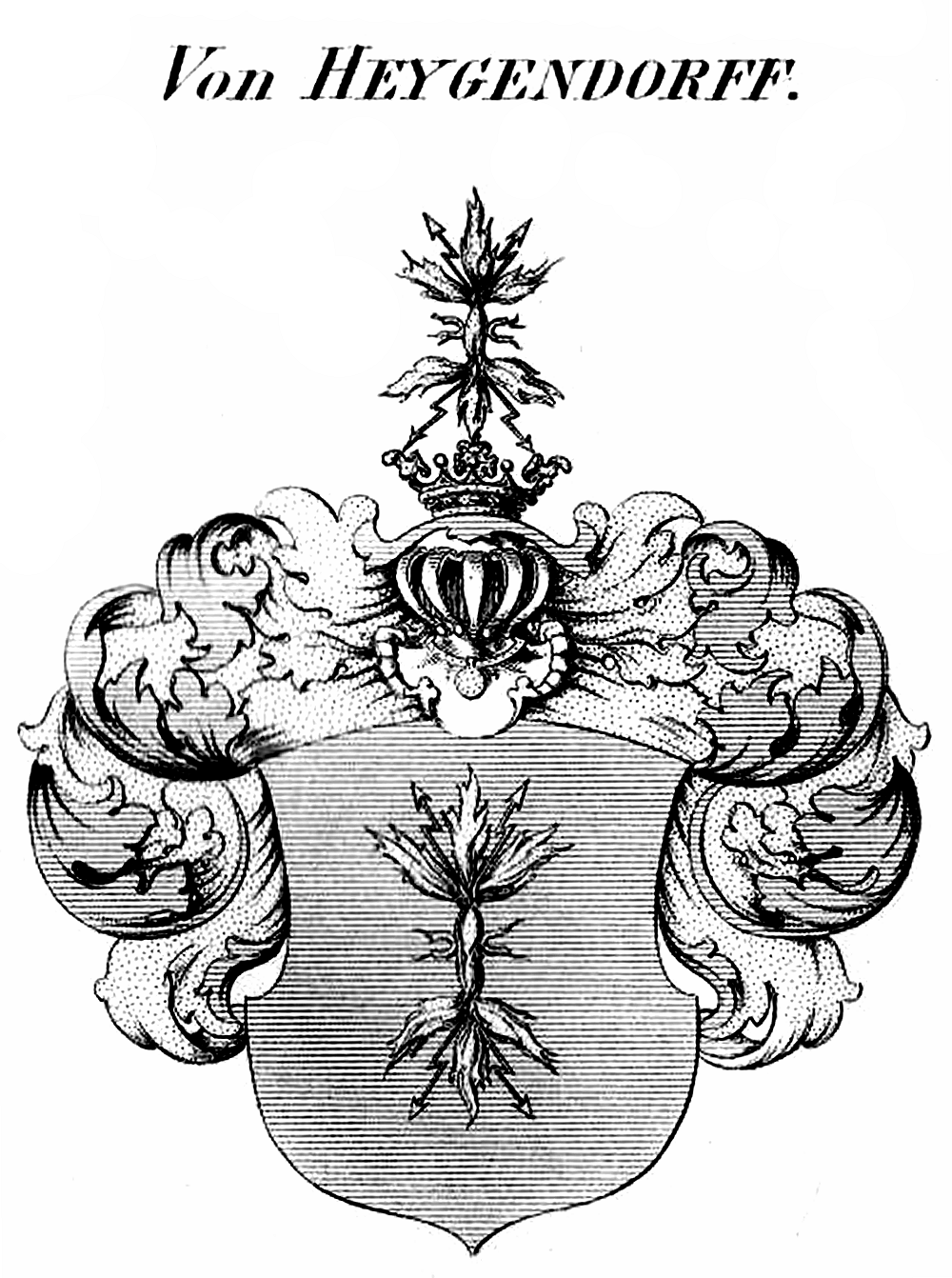
Wappen derer von Heygendorff

Heygendorff ist der Name eines thüringisch-sächsischen Briefadelsgeschlechts, hervorgegangen aus dem fürstlichen Haus Wettin.

## Geschichte
Der Herzog Carl August von Sachsen-Weimar-Eisenach nobilitierte seine Geliebte, die Schauspielerin und Sängerin Karoline Jagemann am 25. Januar 1809 zur Freifrau von Heygendorff und überließ ihr das Rittergut Heygendorf. Dem gemeinsamen Sohn Karl wurde am 16. Mai 1809 offiziell der Titel von Heygendorff verliehen und er und dessen leibliche Nachkommen wurden in den großherzoglich-sächsischen Adel aufgenommen. Dies galt auch für den gemeinsamen Sohn August.

## Wappen

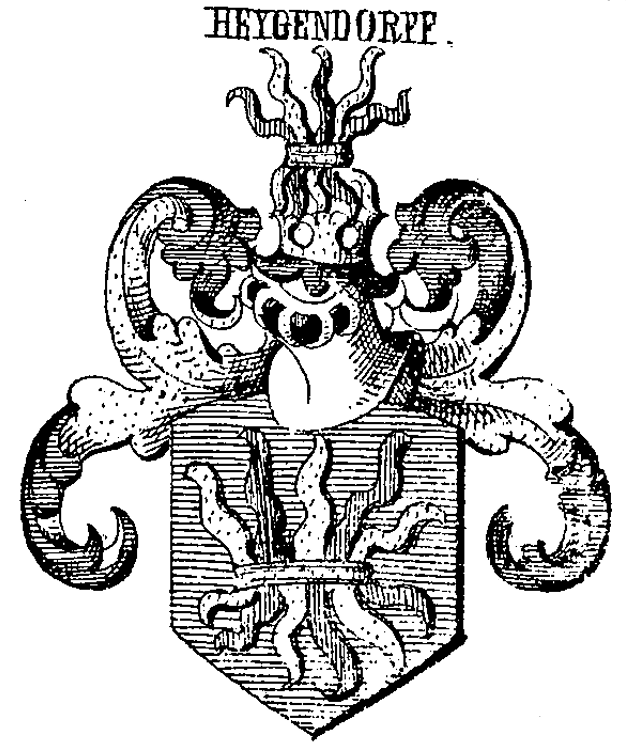
Wappen derer von Heygendorff in Siebmachers Wappenbuch

Blasonierung: In Blau ein aufrechter Donnerkeil: gelbe Blitzstrahlen mit roten Flammen untermischt und durch einen goldenen Ring zusammengebunden (römisches Wappenzeichen des Blitzes = Fulmen). Auf dem gekrönten Helm mit blau-goldenen Helmdecken die Schildfigur.

## Persönlichkeiten
- Karoline von Heygendorff (1777–1848), deutsche Schauspielerin, siehe Karoline Jagemann
- Karl von Heygendorff (1806–1895), deutscher Generalmajor
- Meta von Heygendorff (1810–1835), deutsche Pianistin, siehe Meta Abegg
- Ralph von Heygendorff (1897–1953), deutscher Generalleutnant der Wehrmacht